# サザン・ベル (旅客列車)
サザン・ベル(Southern Belle) はカンザス・シティ・サザン鉄道(Kansas City Southern Railway 略称KCS)により運行された旅客列車。

## 概要
サザン・ベルは1940年代から1960年代にかけてミズーリ州カンザスシティとルイジアナ州ニューオーリンズ間に運行されたカンザス・シティ・サザン鉄道(Kansas City Southern Railway 略称KCS)の夜行の旅客列車。列車番号1.2が与えられた。
列車は1940年9月2日に運行を開始したが、鉄道旅客の減少により1969年11月2日に、運行を停止した。列車名のサザン・ベルは「南部美人」を意味する。

## 歴史

### 年表
- 1940年: カンザスシティ・ニューオーリンズ間運行開始
- 1969年: 運行停止

### 1968年8月16日の編成（ニューオーリンズ発カンザスシティ行き・シュリーブポート到着時）
| 使用車両 | 車両愛称・形式      | 車種                                               |
| -------- | ------------------- | -------------------------------------------------- |
| KCS27    | E8Aディーゼル機関車 | ディーゼル機関車                                   |
| KCS20    |                     | バゲージ(荷物車)                                   |
| L&A      | COLONEL FORDYCE     | 寝台車(14ルーメット・4ダブルベッドルーム)          |
| KCS279   |                     | コーチ(座席車)                                     |
| KCS273   |                     | コーチ(座席車)                                     |
| KCS40    |                     | グリルラウンジ・オブザベーション(食堂・ラウンジ車) |